# Podział administracyjny Kościoła katolickiego w Kanadzie
Podział administracyjny Kościoła katolickiego w Kanadzie – w ramach Kościoła katolickiego w Kanadzie odrębne struktury mają:
- Kościół katolicki obrządku łacińskiego (Kościół rzymskokatolicki)
- Kościół chaldejski
- Kościół katolicki obrządku ormiańskiego
- Kościół grecko-melchicki
- Kościół maronicki
- Kościół katolicki obrządku bizantyjsko-rusińskiego
- Kościół katolicki obrządku syryjskiego
- Syromalabarski Kościół katolicki
- Kościół katolicki obrządku bizantyjsko-ukraińskiego

## Kościół katolicki obrządku łacińskiego

### Metropolia Edmonton
- Archidiecezja Edmonton
  - Diecezja Calgary
  - Diecezja Saint Paul

### Metropolia Gatineau
- Archidiecezja Gatineau
  - Diecezja Amos
  - Diecezja Mont-Laurier
  - Diecezja Rouyn-Noranda

### Metropolia Grouard-McLennan
- Archidiecezja Grouard-McLennan
  - Diecezja MacKenzie-Fort Smith
  - Diecezja Whitehorse

### Metropolia Halifax-Yarmouth
- Archidiecezja Halifax-Yarmouth
  - Diecezja Antigonish
  - Diecezja Charlottetown

### Metropolia Keewatin-Le Pas
- Archidiecezja Keewatin-Le Pas
  - Diecezja Churchill-Zatoka Hudsona

### Metropolia Kingston
- Archidiecezja Kingston
  - Diecezja Peterborough
  - Diecezja Sault Sainte Marie

### Metropolia Moncton
- Archidiecezja Moncton
  - Diecezja Bathurst
  - Diecezja Edmundston
  - Diecezja Saint John

### Metropolia Montrealu
- Archidiecezja Montrealu
  - Diecezja Joliette
  - Diecezja Saint-Jean-Longueuil
  - Diecezja Saint-Jérôme
  - Diecezja Valleyfield

### Metropolia Ottawa-Cornwall
- Archidiecezja Ottawa-Cornwall
  - Diecezja Hearst–Moosonee
  - Diecezja Pembroke
  - Diecezja Timmins

### Metropolia Quebecu
- Archidiecezja Quebecu[1]
  - Diecezja Chicoutimi
  - Diecezja Sainte-Anne-de-la-Pocatière
  - Diecezja Trois Rivières

### Metropolia Regina
- Archidiecezja Regina
  - Diecezja Prince Albert
  - Diecezja Saskatoon

### Metropolia Rimouski
- Archidiecezja Rimouski
  - Diecezja Baie-Comeau
  - Diecezja Gaspé

### Metropolia Saint Boniface
- Archidiecezja Saint Boniface

### Metropolia Saint John’s
- Archidiecezja Saint John’s
  - Diecezja Corner Brook i Labrador
  - Diecezja Grand Falls

### Metropolia Sherbrooke
- Archidiecezja Sherbrooke
  - Diecezja Nicolet
  - Diecezja Saint-Hyacinthe

### Metropolia Toronto
- Archidiecezja Toronto
  - Diecezja Hamilton
  - Diecezja London
  - Diecezja Saint Catharines
  - Diecezja Thunder Bay

### Metropolia Vancouver
- Archidiecezja Vancouver
  - Diecezja Kamloops
  - Diecezja Nelson
  - Diecezja Prince George
  - Diecezja Victoria

### Diecezje podległebezpośrednioStolicy Apostolskiej
- Ordynariat Polowy Kanady
- Archidiecezja Winnipeg

## Kościół katolicki obrządku ormiańskiego
- Eparchia Pani z Nareku w Glendale[2] (siedziba w Stanach Zjednoczonych)

## Kościół chaldejski
- Eparchia Mar Addai w Toronto

## Kościół maronicki
- Diecezja św. Marona w Montrealu[3]

## Kościół melchicki
- Diecezja Świętego Zbawiciela w Montrealu[4]

## Kościół katolicki obrządku bizantyjsko-rusińskiego
- Egzarchat apostolski świętych Cyryla i Metodego w Toronto[5]

## Kościół katolicki obrządku syryjskiego
- Egzarchat apostolski Kanady

## Syromalabarski Kościół katolicki
- Eparchia Mississaugi

## Syromalankarski Kościół katolicki
- Eparchia Najświętszej Maryi, Królowej Pokoju, w Stanach Zjednoczonych i Kanadzie (siedziba w Stanach Zjednoczonych)

## Kościół katolicki obrządku bizantyjsko-ukraińskiego

### Metropolia Winnipeg
- Archieparchia Winnipeg
  - Eparchia Edmonton
  - Eparchia Saskatoon
  - Eparchia Toronto
  - Eparchia New Westminster